# ياسمين حمدان
ياسمين حمدان (بالإنجليزية: Yasmine Hamdan)‏ (مواليد 1976) هي مغنية، وكاتبة أغاني، وملحنة لبنانية مقيمة حاليًا في باريس، حصلت على شهرتها من فرقة الصابون يقتل Soapkills، الفريق كان مميز لمزجه لأغنيات عربية تراثية وشهيرة مع الموسيقى الإلكترونية، يعتبر الفريق من أوائل فرق الموسيقى الإلكترونية في الشرق الأوسط، تعتبر ياسمين حمدان حتى اليوم من علامات موسيقى الأندرجراوند (underground music) في الوطن العربي.

## سيرة
ولدت ياسمين حمدان في جنوب لبنان في وسط الحرب، بعد أسبوعين من مولدها والداها قاموا باللجوء إلى فرنسا، ثم الإمارات، اليونان، وأخيرًا في الكويت. اضطروا بعد ذلك لمغادرة الكويت في عام 1990 خلال الغزو العراقي، رجعوا بعد ذلك إلى وطنهم لبنان التي كان يعاد تعميرها تحت وصاية سوريا.
ظهرت ياسمين حمدان لأول مرة على ساحة الموسيقى اللبنانية مع الصابون يقتل (soapkills) في عام 1997 وهو ثنائي غنائي شكلته مع زيد حمدان (لا توجد بينهما صلة قرابة) عندما كانت في بيروت، زيد كان مسؤول عن ترتيبات موسيقى trip-hop بينما ياسمين كانت تغني بالإنجليزية والعربية، رُصدت الفرقة من قناة MTV اللبنانية وانتشرت أغانيها على قنوات الراديو اللبنانية.
بعد الاستقرار في باريس عام 2002 تزوجت من المخرج والممثل الفلسطيني إيليا سليمان حيث تعرف عليها عندما تواصل معها من اجل فيلمه يد إلهية.
حُلت الفرقة في عام 2005 حيث أفلست شركة الإنتاج الفرنسية وسط إنتاج البومهم، تعاونت ياسمين بعد ذلك مع Cocorosie.
تعاونت أيضًا مع Mirwais (الذي كان جزء من فرقة الموسيقى الإلكترونية الفرنسية taxi girl في الثمانينات وشارك في كتابة وإنتاج بعض من البومات madonna)، سجلت معه البوم (2008) arabology تحت اسم Y.A.S.
تعاونت بعد ذلك مع Marc collin (من nouvelle vauge) لإنتاج وكتابة أول البوم خاص بها، صدر الألبوم في فرنسا ولبنان عام 2012، صدر الألبوم عالميًا من شركة Crammed discs تحت عنوان (يا ناس) عام 2013 مع إضافة 5 أغنيات جديدة، في هذا الألبوم دمجت ياسمين حمدان بين موسيقى البوب، والفولك، والموسيقى الإلكترونية مع الحان مستوحاة من الأغاني العربية، حياتها في العديد من البلدان (لبنان، الكويت، أبوظبي، اليونان، وفرنسا) أتاحت لها استخدام العديد من اللهجات العربية في أغانيها حيث تنتقل بين العديد من اللهجات مثل اللبنانية، الكويتية، الفلسطينية، المصرية والبدوية.
ياسمين حمدان ظهرت في فيلم العشاق فقط يبقون أحياء للمخرج جيم جارموش بجانب الممثلين تيلدا سوينتون وتوم هيدليستون. كتبت موسيقى مسرحية Rituel pour une métamorphose للكاتب المسرحي السوري سعد الله ونوس.
في 2014 قامت ياسمين حمدان بالعديد من الجولات في أوروبا وشاركت في العديد من المهرجانات وقامت بعمل العديد من الحفلات في البلدان العربية مثل لبنان وتونس والأردن ومصر.

## قائمة الأعمال

### معالصابون يقتلSoap Kills
- 1999 :bater
- 2001 :Cheftak
- 2005 :Enta Fen

### project Y.A.S معMirwais
1. Arabology
2. Get it right
3. Yaspop
4. Oloulou
5. Da
6. Azza
7. Coit me
8. Ma rida
9. Gamil
10. Fax
11. Mahi
12. A Man

### أعمال مستقلة

#### البوم ياسمين حمدان 2013
1. Deny
2. Shouei
3. Samar
4. Enta Fen, Again
5. La Mouch
6. Nediya
7. Beirut
8. Aleb
9. Bala Tantanat
10. In Kan Fouadi
11. Hal
12. Khayyam
13. Ya Nass

#### موسيقى أفلام
- 2002: Aux Frontières de D.Arbid
- 2002: يد إلهية
- 2002 : الأرض المجهولة
- 2003 : Cendres, court-métrage
- 2005 : A Perfect Day
- 2007 : What A Wonderful World
- 2008 : This Smell of Sex
- 2009 : the time that remains
- 2013 : العشاق فقط يبقون أحياء

## روابط خارجية
- ياسمين حمدان على موقع IMDb (الإنجليزية)
- ياسمين حمدان على موقع ألو سيني (الفرنسية)
- ياسمين حمدان على موقع ميوزك برينز (الإنجليزية)
- ياسمين حمدان على موقع أول موفي (الإنجليزية)
- ياسمين حمدان على موقع قاعدة بيانات الأفلام السويدية (السويدية)
- ياسمين حمدان على موقع ديسكوغز (الإنجليزية)
- ياسمين حمدان على موقع كينوبويسك (الروسية)